# Almena (Wisconsin)
Pour les articles homonymes, voir Almena.
Almena est un village du comté de Barron, dans l'État du Wisconsin, aux États-Unis. En 2020, il comptait une population de 705 habitants.